# Johann Conrad Wilhelm Mensing
Johann Conrad Wilhelm Mensing (* 9. November 1765 in Rinteln; † 12. November 1837 in Friemen) war Stabsoffizier im Dienst des Kurfürsten Wilhelm I. von Hessen-Kassel und Retter des kurhessischen Staatsschatzes 1806 vor dem Zugriff Napoleons.

## Biografie
Wilhelm Mensing wurde 1765  als sechstes von sieben Kindern in der damals zur Landgrafschaft Hessen-Kassel gehörenden Universitäts- und Garnisonsstadt Rinteln an der Weser geboren. Er hatte zwei ältere Brüder, drei ältere und eine jüngere Schwester. Sein Geburtshaus in der heutigen Schulstraße 2 steht noch.
Unter seinen Vorfahren, die damals schon über 100 Jahre in Rinteln ansässig waren, finden sich Schlosser, Büchsenschäfter und Schmiede. Von den sieben Schmieden, die es 1750 in Rinteln gab, hatten zwei ein so geringes Einkommen, dass sie keine Steuern aufbringen konnten. Ob der Vater Johann Conrad Mensing, der laut Kirchenregister „starcken Eisenhandel“ betrieb, zu letzteren zu zählen ist, ist nicht bekannt.
Mit 13 Jahren wurde Mensing Soldat. Zunächst war er Trossgehilfe, eine Art Knecht. Als Handwerkersohn war er eigentlich vom Militärdienst befreit. Während andere zum Militärdienst gezwungen werden mussten, meldete er sich freiwillig. Über die Hintergründe für diese Entscheidung ist nichts bekannt. Ebenso wenig wissen wir, ob er womöglich mit dem Rintelner Regiment von Loßberg in Amerika war.
Mensing zog 1793 mit hessischen Truppen nach Flandern, weil der Landgraf sie an die englische Krone „ausgeliehen“ hatte. Dort vollbrachte er einige Husarenstücke: Bei der Belagerung von Dünkirchen rettete Mensing am 24. August 1793 dem verwundeten General d’Alton das Leben. Bei der Belagerung von Ypern war er als Kurier eingesetzt und geriet in französische Gefangenschaft. Der Friedensvertrag von Basel 1795 ermöglichte die Heimkehr der gefangenen hessischen Soldaten des Flandernfeldzugs. Mensing war wieder in Freiheit und bekam (nach einem längeren Aufenthalt in Paris, wo er die französische Sprache erlernte) Heimaturlaub, um seine Eltern in Rinteln zu besuchen. Zum Regiment Erbprinz nach Kassel versetzt, war er jetzt eine bekannte Persönlichkeit. Sein väterlicher Freund Strieder hatte sowohl seine Rettung D’Altons als auch seine wiederholten erfolgreichen Melderitte publik gemacht.
Um 1798 wollte der Gutsverwalter Mercker Mensing adoptieren, wenn dieser bereit wäre, seinen Dienst zu quittieren und ihm bei der Bewirtschaftung seiner Güter – neben Harmuthsachsen insbesondere Stölzingen – zu helfen. Nachdem Mensing von seinem Kommandeur mehrfach abschlägig beschieden worden war, wandte er sich direkt an den Landgrafen, fand aber auch dort kein Gehör.
Im Jahr 1806 brachte Mensing den kurhessischen Staatsschatz im Forsthaus Stölzingen (bei Stolzhausen) vor dem Zugriff Napoleons in Sicherheit.

„Als die französischen Truppen Kassel besetzt hatten und der Landgraf geflohen war, suchte der zurückgebliebene Regentschaftsrat jemanden, der den Staatsschatz in Sicherheit bringt. Das übernahm Mensing, der auf abenteuerliche Weise mit verschiedenen Pferdewagen und Dienstleuten den Schatz aus Kassel-Wilhelmshöhe evakuierte. Das war eine gefährliche Angelegenheit, denn gleich bei der Ankunft der Franzosen beschlagnahmten sie als Erstes alle Gelder und Kostbarkeiten und gaben den klaren Befehl: Wer von den Schätzen des Kurfürsten Kenntnis habe, müsse anzeigen, wo diese verborgen seien, und dafür bekäme er ein Drittel als Belohnung. Wer jedoch solche Kenntnisse habe und sie nicht anzeige, würde mit dem Tode bestraft. Mensing gelang es schließlich, den Schatz bis nach Frankfurt am Main zu bringen, das nicht von den Franzosen besetzt war. Der Transport bestand aus 46 Kisten, darin auch Papiere im Werte von 3,5 Mio. Taler. Alles zusammen wurde schließlich bei Mayer Amschel Rothschild in Frankfurt abgeliefert und war damit wenigstens vorübergehend geborgen. Die Sache hatte für Mensing ein Nachspiel, weil er um die Erstattung der erheblichen Transportkosten und die in Aussicht gestellte Belohnung sowie die Beförderung jahrelang kämpfen mußte. Beim Militär hatte er es bis zum Oberst gebracht, doch wirtschaftlich konnte er sich weniger gut halten, so daß seine Witwe später das Gut, auf dem er seinen Lebensabend verbracht hatte, verlassen mußte.“

Mensing spielte auch eine bedeutende Rolle bei der ersten Hessischen Insurrektion im Winter 1806/1807, indem er zusammen mit dem Minister von Waitz für eine Niederlegung der von Bürgern und Soldaten ergriffenen Waffen sorgte. Er überwarf sich 1814 wegen Stölzingen mit dem Kurfürsten und quittierte mitten im Vormarsch auf Frankreich den Dienst in der kurhessischen Armee.
Mensing erwarb 1816 das Gut in Friemen und verstarb dort 1837. Ein Steinkreuz hinter der Kirche in Friemen erinnert an ihn.

### Militärische Laufbahn
- 1778: Trossgehilfe
- 1785: Unteroffizier im Grenadier-Regiment von Loßberg
- 29. November 1793: Fähnrich[10]
- 11. Juni 1796: Second-Lieutenant im Regiment Erbprinz[10]
- 1. Dezember 1800: Premier-Lieutenant im Landregiment Kassel[11]
- 19. März 1802: Stabskapitän im Landregiment Kassel, das später den Namen „Regiment Schenck“ führte[11]
- 1806: Hauptmann im Regiment Schenck[12]
- 15. März 1807: Major, in den persönlichen Adelsstand erhoben, Ritter des Kurfürstlichen Ordens Pour la vertu militaire[13]
- 19. März 1808: Entlassung aus dem aktiven Dienst in der kurhessischen Armee; der Kurfürst sichert Mensing in einem „Pensions-Rescript“ 600 Reichstaler jährlich zu.
- 1813: Brigademajor „in der Suite Seiner Kurfürstlichen Durchlaucht“[12]
- 1814: Obristleutnant à la suite[12]

### Familie
Am 8. November 1789, am Vorabend seines 24. Geburtstages, wurde Mensing von der 44-jährigen, schwerkranken Übersetzerin Antoinette la Porte geheiratet.
Antoinette la Portes Vater war der aus Genf stammende, seit 1762 an der Rintelner Ernestina Französisch lehrende Professor für Eloquence Jakob (Jacques) Andreas (la) Porte, ihre bereits verstorbene Mutter war die Schweizer Pfarrerstochter Louise Claudine Curchod.
Jakob la Porte war Mensing bis zu seinem Tod am 8. Juli 1787 als väterlicher Freund zugetan gewesen. Der gemeinsame Freund sowohl Mensings als auch la Portes Friedrich Wilhelm Strieder erwähnt einige der Umstände der ersten Ehe Mensings mit deutlicher Hochachtung für die Courage dieser Frau in seiner „Hessischen Gelehrtengeschichte“. Er gewährt Antoinette (la) Porte zwar keinen eigenständigen Artikel, weist aber zumindest in einer Fußnote ausführlich auf ihre einzige größere schriftstellerische Arbeit hin: Sie hatte den von „Abt Jerusalem“ 1762 verfassten Nachruf für den Prinzen Albrecht Heinrich von Braunschweig und Lüneburg ins Französische übersetzt und noch im gleichen Jahr in Burg, wo sie aufgewachsen war, drucken lassen. Zu diesem Zeitpunkt war Mensing noch nicht geboren und Antoinette la Porte ein Teenager von 17 Jahren. Strieder schreibt:

„… Diese eben genannte Tochter befand sich bereits in dem 44. Jahre ihres Alters, als es ganz besondere Umstände, (die hier nicht auseinander gesetzt werden können) fügten, dass sie im Jahre 1789 dem damaligen Fourier des in Rinteln garnisonierenden Regiments von Loßberg Joh. Conr. Wilh. Mensing und noch dazu auf ihrem Krankenlager, an die Hand getrauet wurde. Diesen, völlig dem gewählten Militärstande getreu, wollte Porte ausser Sorgen setzen, daß er die nötigen Erfordernisse von ihm sich zu versprechen haben solle, wenn ihn die Reihe als Offizier, das in seinen Wünschen und auch in seinen Hoffnungen lag, treffen würde. Porte starb darüber. In den Gesinnungen seiner Tochter fand Herr Mensing noch eine grössere wohlthätige Quelle. Was der Vater nur zum Theil zur Glücksbeförderung des jungen Mannes, den er väterlich liebte, [hatte] thun wollen, das that nun die Tochter ganz. Ihn nämlich, ohne Schikanen, als rechtmässigen, unbeschränkten Besitzer von ihrem obgleich mittelmässigen Vermögen zu wissen, - weil auch sie, wie der Vater, von seinem rechtschaffenen Betragen gerührt und eingenommen war, - gewährte ihr Zufriedenheit, und sie überwand daher die Bitterkeit des Urtheils des Publikums, das, unbekannt mit ihrer Herzensgüte, einen solchen Schritt in ihrer Verfassung als einen unregelmässigen jungfräulichen Ausbruch wo nicht tadeln, doch wenigstens bespötteln konnte. Von der Stunde der Trauung an erklärte sie sich ihrem Geliebten als Mutter, und auch er ehrte sie als solche, bis an ihren im Jahr 1793 d. 9. May erfolgten Tod.“

Um 1790 wurde Mensing nach Nenndorf versetzt und begann dort eine außereheliche Beziehung. Am 16. September 1792 brachte die unverheiratete Marianne Brigitte Therese Heinrich aus Rotenburg an der Fulda einen Sohn zur Welt, der am folgenden Tag auf den Namen Johann Gottlieb Wilhelm Mensing katholisch getauft wurde. Wilhelm Mensing jun. lebte bis zum 7. Lebensjahr bei seiner Mutter in Nenndorf, dann kam er nach Hannover zum Besuch einer katholischen Schule zu einer Familie in Logis.
Mensing heiratete am 4. November 1813 in zweiter Ehe Dorothea Mercker, die 1863 in Bückeburg starb. Er bekam mit ihr 1815 eine Tochter. und 1816 einen Sohn.
Sein Enkel Adolf Mensing (1845–1929) war preußischer Seeoffizier und Hydrograph. Er erforschte 1906 (zum hundertjährigen Jubiläum) die Rolle, die sein Großvater in der „Hessischen Insurrektion“ im Winter 1806/1807 gespielt hatte. Es waren nämlich allerhand, auch üble, Gerüchte im Umlauf, denen Adolf Mensing mit wissenschaftlicher Genauigkeit nachging. Das Ergebnis ist die von ihm mit behutsamen Anmerkungen versehene Neuveröffentlichung des anonymen Artikels „Die Hessische Insurrektion im Winter 1806 bis 1807“ Interessant ist an diesem Aufsatz über den hessischen Soldatenaufstand und die Rolle Major Mensings bei der unblutigen Beendigung desselben in Spangenberg und Umgebung, dass von der Sache mit dem Staatsschatz noch nichts bekannt ist: Das Stölzinger Gut wird erwähnt, als ob es Mensing bereits gehörte. Auch Mensings Reise nach Frankfurt im Dezember 1806 findet beiläufige Erwähnung, aber der anonyme Verfasser interpretiert sie falsch, was Adolf Mensing 100 Jahre später behutsam richtigstellt:

„Mensing ist … nicht nach Frankfurt gereist, um den Aufständischen aus dem Wege zu gehen. Er hatte vielmehr den Rest des geretteten Kurfürstenschatzes dorthin gebracht.“

Das umfangreiche Material, das Adolf Mensing in Ergänzung zu den Archivalien des Hessischen Staatsarchivs in Marburg und der Landesbibliothek und Murhardschen Bibliothek in Kassel zur Verfügung stand, nutzte Wilhelm Mensings Urenkelin Cornelia Osius, geb. Mensing, um in zwei Artikeln in regionalen Tageszeitungen an Mensings historische Tat zu erinnern.

„Der Umstand, dass dies im Jahr 1936 geschah und es in beiden Texten lediglich heißt, dass ‚Hauptmann Mensing die Kisten bei dem Frankfurter Bankier abliefern‘ konnte, ohne denselben namentlich zu benennen, legt die irrige Vermutung nahe, dass hier der Name des jüdischen Bankiers Rothschild verschwiegen wird, obwohl beide Zeitungsberichte ansonsten sachlich und genau den historischen Fakten folgen. In interessierten Kreisen war sehr wohl bekannt, welche Rolle das Frankfurter Bankhaus Rothschild für Kurfürst Wilhelm I. gerade in seiner Exilszeit 1806 bis 1813 gespielt hat, doch hat Mensing besagte Kisten im Dezember 1806 in der Tat nicht zu Rothschild, sondern zu dessen Konkurrenten Carl Jordis vom Bankhaus Jordis-Brentano nach Frankfurt gebracht. Dies geht aus den Tagebuchaufzeichnungen Mensings vom 12. November 1807 hervor, die Freiherr Heinrich von Troschke, Ururenkel Mensings, 1978/79 mit der Schreibmaschine abgeschrieben für seine Familie vervielfältigt und auch dem Staatsarchiv Marburg zur Verfügung gestellt hat.“

### Gerüchte
Der geradezu märchenhafte Reichtum des am 1. November 1806 ins dänische Exil geflohenen Kurfürsten Wilhelms I. und die Politik der Geheimhaltung – sowohl von französischer wie deutscher Seite – begünstigte das Entstehen von Gerüchten.

„Eines der Hartnäckigsten ist jenes, dass Mensing zum Dank für seine treuen Dienste das Rittergut Friemen zum Geschenk erhalten habe. Wahr ist, dass Mensing 1807 zum Major ernannt, in den persönlichen Adelsstand erhoben zum Ritter des Kurfürstlichen Ordens Pour la vertu militaire ernannt wurde, aber das Gut Friemen hat er 1816 ordnungsgemäß gekauft. Dass das Gerechtigkeitsempfinden derer, die einen Teil der Fakten kannten, zur Entstehung dieses für den Landesherrn positiven Gerüchts beigetragen haben mag, ändert nichts daran, dass die Sache mit dem Gutsbesitz ungleich komplizierter und, was vor allem Stölzingen angeht, auch ungleich dramatischer verlaufen ist, als es der Volksmund kolportiert. Mensing überwarf sich 1814 wegen Stölzingen mit dem Kurfürsten und quittierte mitten im Vormarsch auf Frankreich den Dienst in der kurhessischen Armee.“

„Ein weiteres Gerücht, und diesmal nicht nur von lokaler Bedeutung, ist das von der persönlichen Übergabe des Staatsschatzes an den Frankfurter Bankier Rothschild durch den Kurfürsten. Es gibt sogar ein Gemälde, welches oft gezeigt und kopiert diesen vermeintlich historischen Augenblick nachträglich im Bild festhält und somit den Mythos von der Zuverlässigkeit des Bankhauses Rothschild zu festigen half. Es wurde obendrein auch das Gegenstück hierzu geschaffen, welches die Wiederablieferung des anvertrauten Schatzes an Wilhelm I. durch die Söhne des mittlerweile verstorbenen Imperiengründers darstellt. Aber nicht nur die mit viel Liebe zum Detail von dem Frankfurter Maler Oppenheimer gestaltete Szene der Ablieferung ist gestellt, die persönliche Begegnung an diesem Ort und zu diesem Anlass ist frei erfunden und ein frühes Beispiel für den gekonnten Einsatz von Bildern in der Werbung. Die beiden genannten Gemälde Oppenheimers gelten geradezu als frühe Beispiele für eine Bild gewordene Corporate Identity eines Großunternehmens. Hätte der Kurfürst die Kisten tatsächlich rechtzeitig in weiser Voraussicht, wie auf dem ersten der beiden Gemälde zu sehen, in Rothschilds Verwahrung gegeben, hätte Mensing dieselben nicht unter Einsatz seines Lebens in Stölzingen verstecken müssen.“

## Die Rettung des Kurhessischen Staatsschatzes
Die von Rolf Hocke, als Pfarrer in Waldkappel zuständig für die Ev. Kirchengemeinde Friemen, aus Anlass des Friemer Mensing-Festes 2006 herausgegebene Schilderung  stammt aus Mensings eigener Feder. Es handelt sich nicht um ein privates Tagebuch, sondern um einen von Kurfürst Wilhelm I. verlangten Bericht, den Mensing im November 1807 in Wilster verfasste, wo er sich seit März desselben Jahres unter dem ihm vom Kurfürsten vorgeschriebenen Decknamen „Brückmann, Kaufmann zu Coldingen“ aufzuhalten hatte. Obwohl ihm als einem „thätigen Manne“ diese Zwangsklausur fern der Heimat wie eine Art Hausarrest vorkommt, wie er gegen Ende seines Rapports durchblicken lässt, so scheint er gelegentlich doch recht viel Vergnügen am Erinnern zu haben. Allerdings schreibt er keinen Abenteuerroman, sondern konzentriert sich auf Fakten, Ereignisse, Orte und Personen, die ihm zu erwähnen wichtig waren. Dem Bericht liegen immer wieder Briefe, kurze Mitteilungen, ja regelrechte Kassiber Mensings und anderer an der Durchführung dieser Geheimaktion beteiligter Personen bei. Über die reinen Fakten hinaus erhellen gerade diese beigelegten Briefe den freundschaftlich-herzlichen Umgangston, der zwischen den Verschwörern trotz erheblicher Standesunterschiede ja immerhin herrschte.

„Bezeichnend ist, dass der Name Rothschild nirgends Erwähnung findet. Mensing brachte den in Stölzingen versteckten Schatz in mehreren Teiltransporten von dort an verschiedene Empfänger: Einige Kisten gingen an Thorbecke und waren zum Weitertransport zum Kurfürsten bestimmt. Der Transport der für die „Reichsgräfin“ v. Schlotheim bestimmten Wertsachen fiel, wie auch schon die gleich zu Beginn des Berichts erwähnten, auf der Sababurg versteckten Schätze, den Franzosen in die Hände. Aber selbst die daraufhin in Eile angetretene Fahrt nach Frankfurt führt Mensing nicht zu Rothschild, sondern zu Jordis.
Von den Geheimverhandlungen des Landesdirektoriums mit Lagrange scheint Mensing nichts zu wissen: Das Eigeninteresse Lagranges wird von Waitz und anderen Eingeweihten geschickt genutzt, um zu beiderseitigem Vorteil Napoleon über die Höhe des tatsächlichen Vermögens des Kasseler Kurfürsten zu täuschen.
Lagrange zögert die Besetzung des Schlosses Wilhelmshöhe einige Tage hinaus, sodass der Schatz hinausgeschafft werden kann. Würde Mensing gefasst, hätte Lagrange das Nachsehen und Napoleon alles bekommen. Da aber Napoleon auf jeden Fall zufriedengestellt werden soll, muss etwas vom Schatz wieder auftauchen: So werden gezielt Kisten mit Belegen ausgewählt, die zusammen mit dem Schmuck der Mätresse des Kurfürsten in französische Hände fallen. Den Schmuck und einiges andere behält Lagrange für sich – und behält es auch nach 1814 –, die Kisten mit den Bilanzen des Kurfürsten lässt er frisieren und anschließend an Napoleon überstellen, damit dieser aufgrund dieser gefälschten Unterlagen die Kontribution festsetzen kann, die das neutrale Kurhessen dafür zu zahlen hat, dass es sich von seinen Truppen hat besetzen lassen.
Unter den Kisten, die Napoleon erhielt, muss auch die Münz- und Medaillensammlung Wilhelms I. gewesen sein, die auf der Sababurg in französische Hände gefallen war. Rothschild hatte dem leidenschaftlichen Münzensammler, als dieser noch Landgraf Wilhelm IX. war, einige besonders schöne Stücke besorgt und verkauft. Bei einem Aufenthalt in Paris gelingt es Rothschild, diese Münzsammlung, die er augenblicklich wiedererkennt, auf eigene Kosten zu erwerben und sie Wilhelm I. in sein dänisches Exil zu schicken. Dieser macht voller Freude darüber einen Vermerk in seinem Tagebuch, ‚vergisst’ aber, Rothschild die nicht unerheblichen Ausgaben zu erstatten. Buderus, Finanzberater Wilhelms I., muss seine Kurfürstliche Durchlaucht erst daran erinnern, ‚dem Juden Rothschild’ seine nicht unerheblichen Auslagen zu erstatten. Buderus ist seit 1809 ‚stiller Teilhaber’ Rothschilds.
Wilhelm I. hatte Kassel am 1. November 1806 ohne Geld und ohne Kleider zum Wechseln verlassen müssen. Dabei war er eigentlich einer der reichsten Männer Europas zu seiner Zeit. Viele, die Rang und Namen hatten, stand bei ihm in der Kreide: An der Spitze der Deutsche Kaiser mit annähernd 2 Millionen und der Fürst von Waldeck mit etwas mehr als 1 Million Talern. Vor allem Schuldscheine und Hypothekenbriefe in einem geschätzten Gesamtvolumen von knapp 7 Millionen Talern waren der eigentlich wertvolle Inhalt der Schatzkisten, die Mensing zu befördern hatte. Doch von alledem weiß er nichts, als er sein Leben wagt, um den Kurhessischen Staatsschatz zu retten …“

## Bildliche Darstellungen
- Ernst Metz (1955): Oberstlieutenant Wilhelm Mensing 1814 auf der Werra-Brücke in Eschwege (Stadtmuseum Eschwege)